# Susong
Der Kreis Susong (chinesisch 宿松县, Pinyin Sùsōng Xiàn) ist ein Kreis der bezirksfreien Stadt Anqing in der chinesischen Provinz Anhui. Er hat eine Fläche von 2.377 km² und 620.000 Einwohner (Stand: Ende 2018).
Baiyazhai (Baiyazhai 白崖寨) steht auf der Liste der Denkmäler der Volksrepublik China.